# Hópárduc

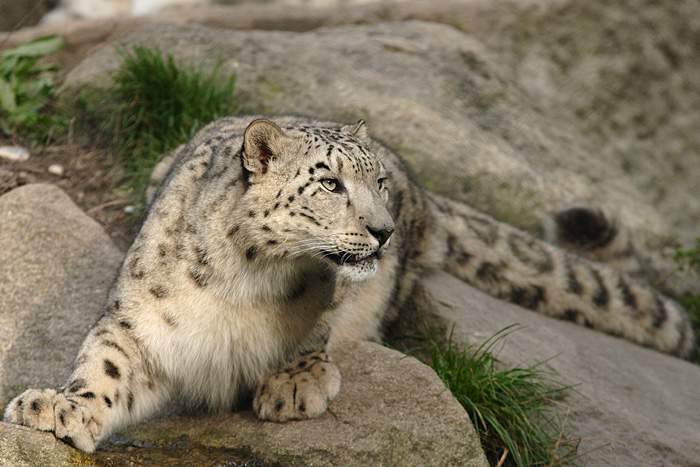

A hópárduc (Panthera uncia) vagy más néven irbisz a ragadozók (Carnivora) rendjébe és a macskafélék (Felidae) családjába tartozó Panthera nem egyik faja.

## Evolúciós története
A DNS-vizsgálatok alapján a macskafélék filogenetikai törzsfáján a hópárduc testvércsoportot alkot a tigrissel (Panthera tigris). A hópárduc és a tigris törzsfejlődése valószínűleg 3,7-2,7 millió évvel ezelőtt vált el. A Panthera genus nagy valószínűséggel Közép-Ázsia északi részéből eredhet. A nyugat-tibeti Ngari Perfektúra területén feltárt Panthera blytheae a legősibb ismert Panthera faj, koponyajellegzeteségei a hópárducéhoz hasonlatosak.
A hópárduc, az oroszlán és a leopárd mitokondriális DNS-e jobban jobban hasonlít egymáséra, mint a nukleáris DNS-ük, ami arra utal, hogy az evolúciójuk egy bizonyos pontján keveredtek egymással.

## Előfordulása
Közép-Ázsia hegyvidéki területein honos.
| Ország        | Év   | Becslés |
| ------------- | ---- | ------- |
| Afganisztán   | 2016 | 50–200  |
| Bhután        | 2016 | 79–112  |
| India         | 2016 | 516–524 |
| Kazahsztán    | 2016 | 100–120 |
| Kína          | 2016 | 4,500   |
| Kirgizisztán  | 2016 | 300–400 |
| Mongólia      | 2016 | 1,000   |
| Nepál         | 2016 | 301–400 |
| Oroszország   | 2016 | 70–90   |
| Pakisztán     | 2016 | 250     |
| Tádzsikisztán | 2016 | 250–280 |
| Üzbegisztán   | 2016 | 30–120  |

## Testfelépítése
A felnőtt állatok tömege általában 35–55 kg, de minimum 25 kg és maximum 75 kg. A hasonló fajoktól markánsan megkülönbözteti hosszú farka: ezzel egyensúlyoz a meredek lejtőkön és ha alszik, ezzel védi orrát és száját a rendkívüli hidegtől. Teste 100–130 cm hosszú, farka körülbelül 80–100 cm. A hímek feje rendszerint szögletesebb és hosszabb a nőstényekénél. Rövid lábait a hiúzéhoz hasonló vastag szőrzet borítja, hogy könnyebben járhasson a hóban. Fekete-fehér bundáját törzsén és farkán a jaguáréhoz hasonló, gyűrű és patkó alakú minták, a lábain, a nyakán és a fején pedig pettyek díszítik, megfelelően álcázva az állatot a havas terepen. Évente kétszer vedlik, nyári bundája ritkásabb a télinél.

## Életmódja
A hópárduc a legmagasabban élő macskaféle. Nyáron felhúzódik a 3500–6000 m körüli fennsíkokra és sziklás magashegyekre, télire 2000 m környékére költözik le. Vadászterülete 10–40 km².
Általában alkonyatkor vagy éjszaka indul vadászni. Étrendjébe főként a hegyvidékeken élő vadjuhok, szarvasfélék és vadkecskék, valamint vaddisznók tartoznak, de megtámad bármilyen állatot, amit csak el tud ejteni, még akkor is, ha akár háromszor is nagyobb nála. Szükség esetén megeszi a madarakat és a rágcsálókat, háziállatokat (jakborjakat, birkákat, kecskéket) is. A Himalájában jellemző zsákmányállatai a sörényes tahr (vadkecske) és a bharal (kék vadjuh). A prédát akár hosszabb távon is követve becserkészi, majd egyetlen csapással teszi ártalmatlanná. Akár 16 méteres távolságot is képes átugrani, ez a teljesítmény egyedülálló a macskafélék között.
Többnyire magányosan él. A párzási időszak januártól március közepéig tart. A terhesség körülbelül 100 napos. Az anya barlangban vagy a sziklák közt szüli meg és egyedül neveli fel 2–3 (ritkán akár 7) kölykét. Teje ötször zsírosabb a tehénénél, így biztosít kicsinyeinek elegendő energiát a hideg ellen. Egyedisége, hogy az egyetlen nagymacska, mely a saját bundáját is felhasználja utódai alvóhelyének szigetelésére. Általában 10–12 évig él, de fogságban a 21 éves kort is megérheti.
A pumához és a gepárdhoz hasonlóan a hópárduc sem képes bőgni.
Az emberekre nagyon ritkán támad, kevés ilyen eset ismert és azok egyike sem volt halálos.

## Természetvédelmi helyzete
A hópárduc a veszélyeztetett fajok közé tartozik. Mivel bundája rendkívül értékes a szőrmepiacon, vadászata miatt az 1960-as években a vadon élő példányok száma 1000-re csökkent. Bár időközben sikerült megnövelni a populációt, az orvvadászat miatt 2005-re csak mintegy 4500-7500 példány maradt fenn a Pakisztán és a Bajkál-tó közötti élőhelyeken, és a létszám csökkenőben van, mivel a távoli területen élő állatokat nehéz megvédeni. A kutatók szerint a fajt a beltenyészet is fenyegeti, ezért az állatvédők igyekeznek átjárhatóságot biztosítani az elszigetelt csoportok között. A pakisztáni WWF természetes élőhelyükön, a Khunjerab Nemzeti Parkban próbálja megőrizni a hópárducokat. Mivel fogságban is jól szaporodik, ezért a faj megóvásában az állatkertek is segítenek. Megközelítőleg 500 példány él a világ mintegy 150 állatkertjében.
A hópárduc Magyarországon három állatkertben, a Nyíregyházi Állatparkban, a Szegedi Vadasparkban és a veszprémi Kittenberger Kálmán Növény- és Vadasparkban tekinthető meg. A Szegedi Vadasparkban először 2005-ben született két kölyök. 2008-ban szintén a Szegedi Vadasparkban újabb kölyök látott napvilágot. 2012 májusában három hópárduc kölyök született ugyanitt.

## A hópárduc a kultúrában
- A hópárduc (Aq Barsz) Tatárföld és Kazahsztán nemzeti jelképe. Megtalálható Almati város címerében és szárnyas alakban szerepel Tatárföld címerében is.
- Az egykori Szovjetunióban a hópárducról elnevezett díjat kaptak azok a hegymászók, akiknek sikerült megmászniuk az ország mind az öt 7000 méteres hegycsúcsát.
- A Kirgiz Női Cserkészszövetség is ezt az állatot választotta jelképéül. A Himaláján élő népek néha szellemleopárdnak is nevezik a természetben ritkán megfigyelhető nagymacskát.
- A Kung Fu Panda c. 2008-as animációs film negatív főszereplője, Tai Lung egy hópárduc. A film hatására neveztek el Tai Lungnak egy 2009-ben született hópárduckölyköt az ohiói Akron állatkertjében.[18]
- Az oroszlán őrség című animációs sorozat 3 évadában (2019) a negyedik epizódtól ("szellemmel szemben") kezdve megjelenik egy Csálun nevű nőstény hópárduc, mint negatív szereplő.

## Képek

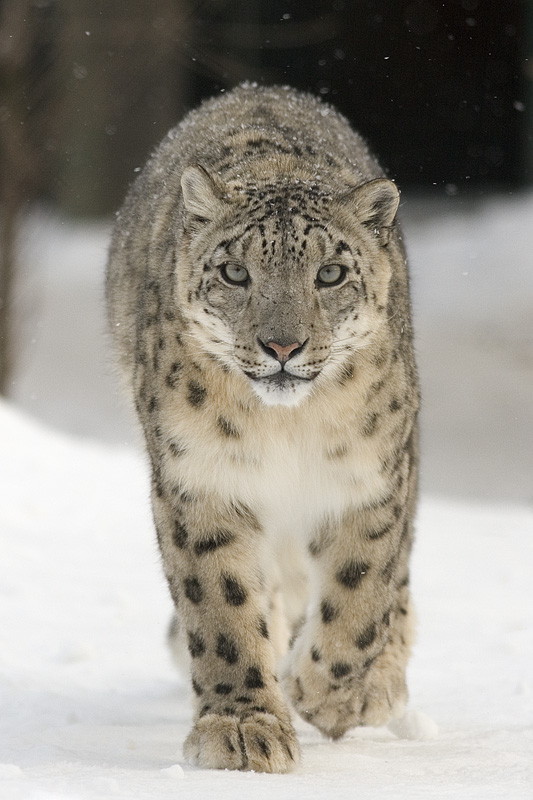
A hóban.
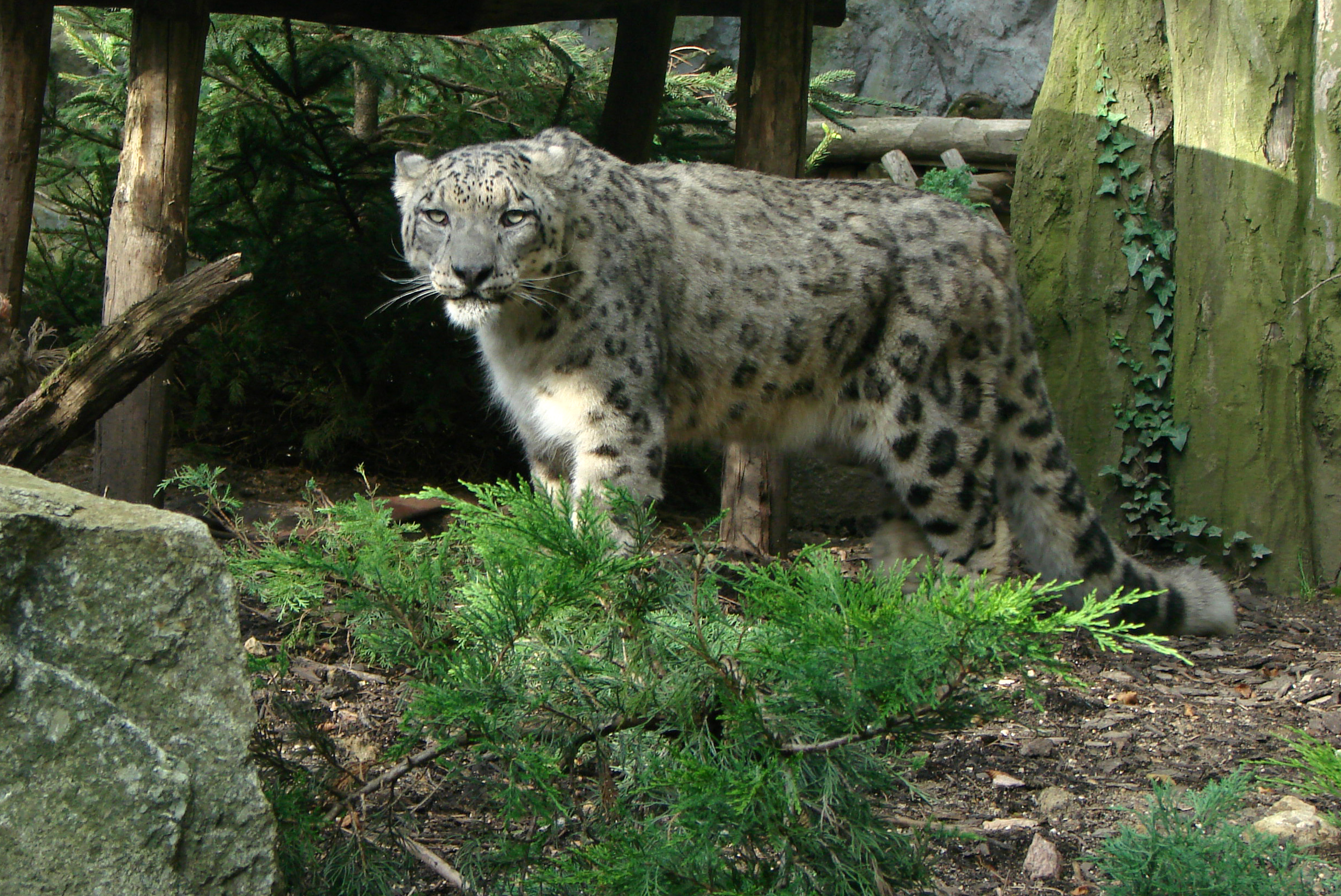
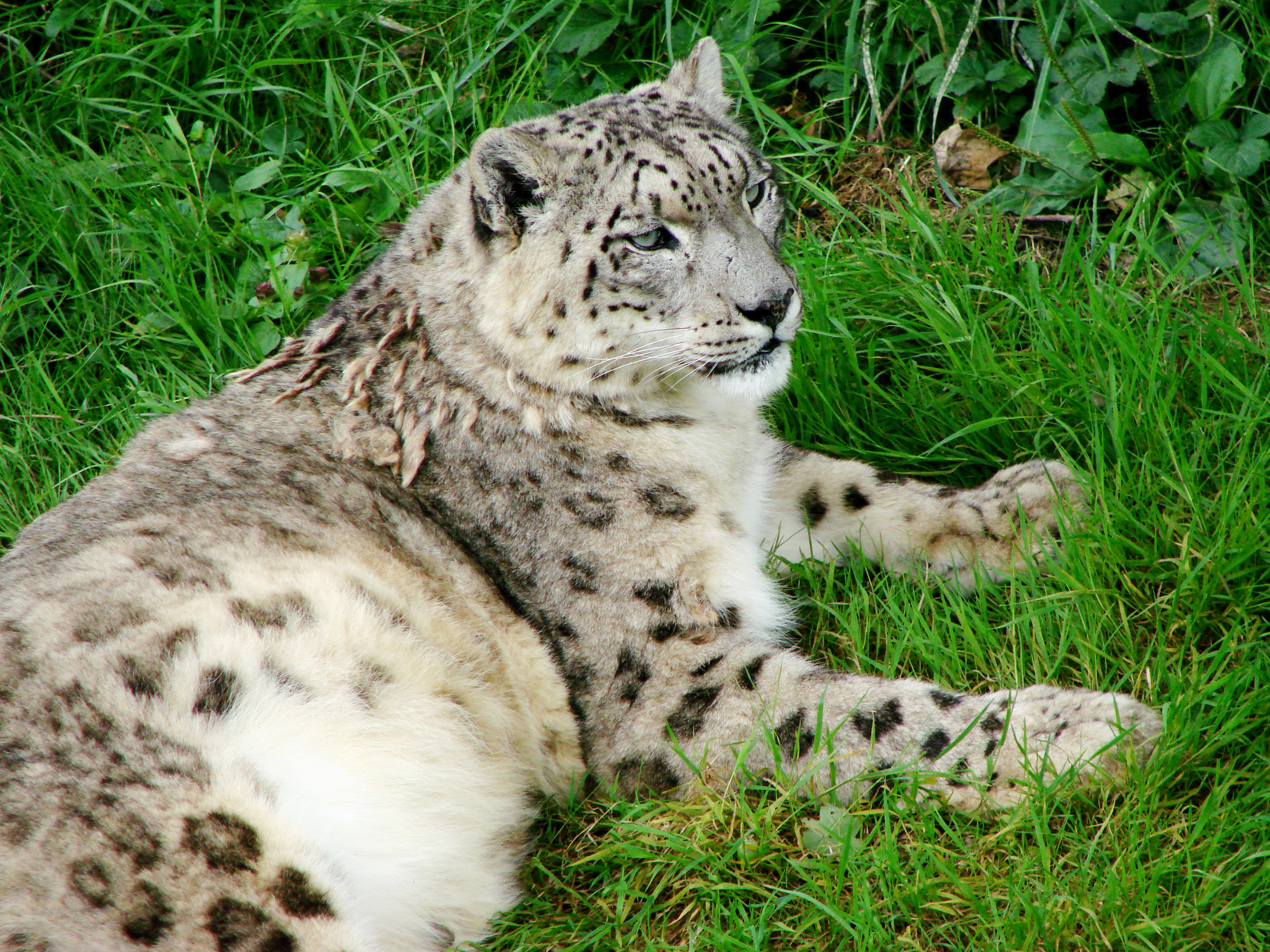
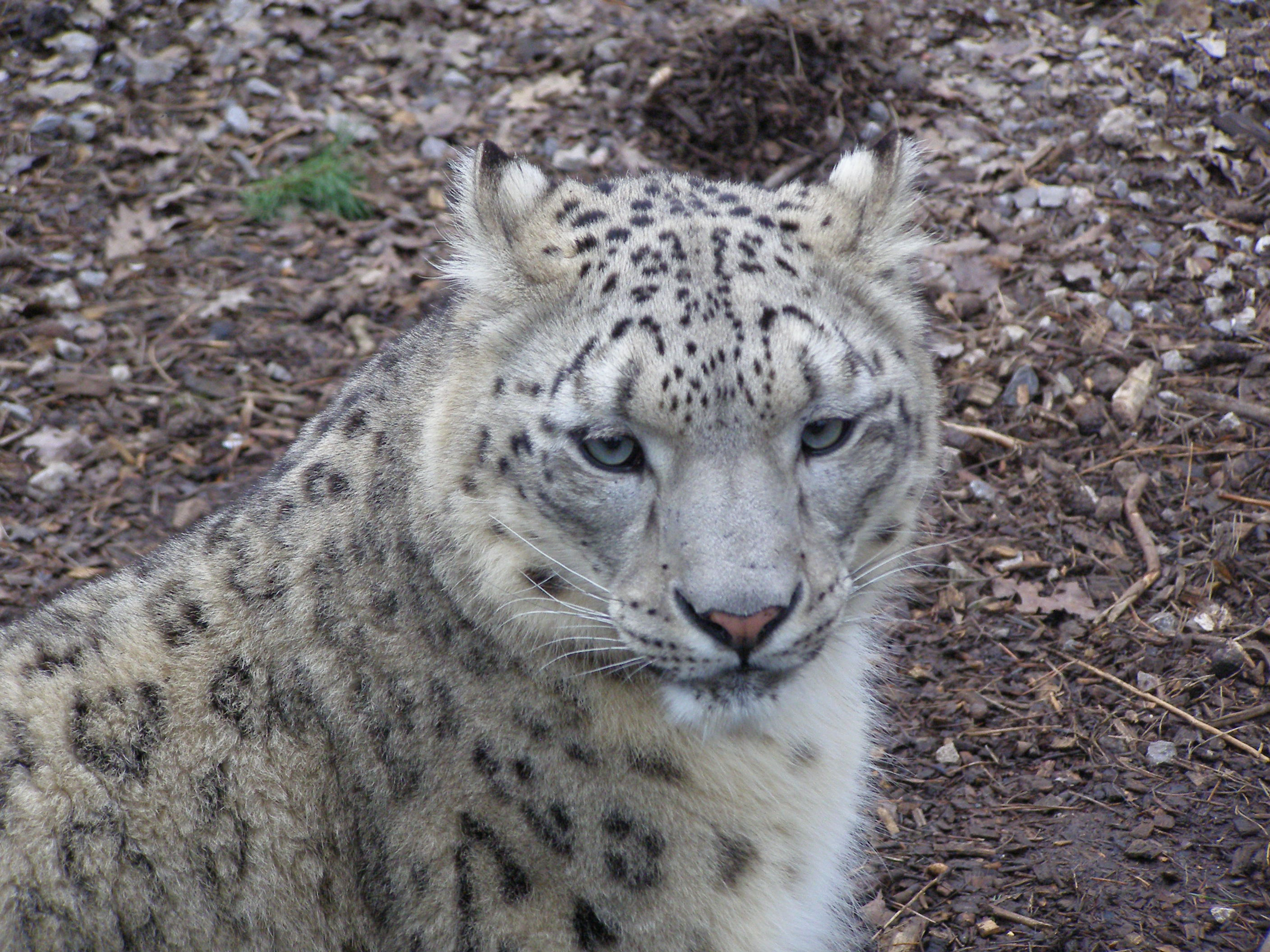
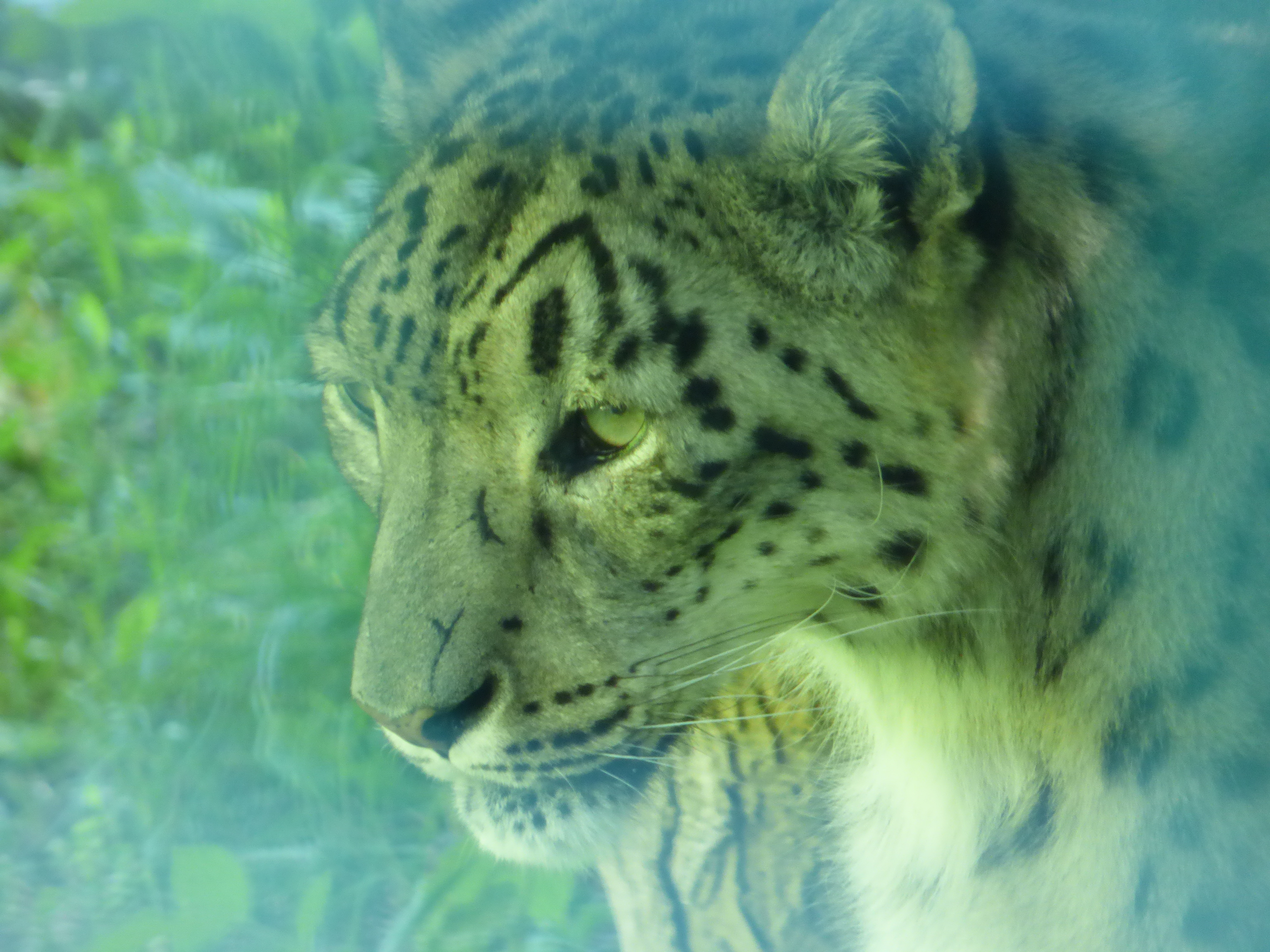
Fénykép az állatról a Veszprémi állatkertben, 2016.
Almati,  Kazahsztán legnagyobb városának (1997-ig főváros) címere egy hópárducot ábrázol.
Tatárföld címerének közepén piros alapon egy fehér hópárduc található, amely egy sárga pajzsot visel, a pajzson pedig egy fehér őszirózsa van.

## Fordítás
- Ez a szócikk részben vagy egészben  a   Snow Leopard című angol Wikipédia-szócikk fordításán alapul.  Az eredeti cikk szerkesztőit annak laptörténete sorolja fel. Ez a jelzés csupán a megfogalmazás eredetét és a szerzői jogokat jelzi, nem szolgál a cikkben szereplő információk forrásmegjelöléseként.